# Steven Finitsis
Steven Finitsis, né le 19 janvier 1983 à Innisfail, est un joueur professionnel de squash représentant l'Australie. Il atteint en juillet 2014 la 45e place mondiale sur le circuit international, son meilleur classement. 
Il prend sa retraite sportive en avril 2016,.